# Vaba (film)
Vaba (izviren angleški naslov: Bait) je avstralsko singapurska grozljivka iz leta 2012, delo režiserja Kimbla Rendalla in scenaristov John Kima and Russella Mulcahya. V njem igrajo Sharni Vinson, Phoebe Tonkin, Xavier Samuel, Julian McMahon, Cariba Heine, Alex Russell, Lincoln Lewis, Alice Parkinson in Dan Wyllie. Film je bil izdan 20. septembra 2012 v Avstraliji.

## Vsebina
Film se začne, ko se prekrokan reševalec iz vode Josh (Xavier Samuel) zbudi s prijateljem in bodočim reševalcem Roryem (Richard Brancatisano). Rory pove Joshu, da se ne bi smel zaročiti z njegovo sestro Tino (Sharni Vinson). Josh obišče Tino, s katero razpravlja o selitvi v Singapur. Rory se medtem odpravi postaviti bojo na morju, vendar se pojavi morski pes in ga ubije. Josh opazi nevarnost in se odpravi na pomoč z jet skijem, vendar je prepozen. Rorya požre morski pes in Josh mu ne more več pomagati.
Leto kasneje Josh dela v veleblagovnici. Med zlaganjem polic z Naomi (Alice Parkinson), opazi Tino, ki se je s svojim najboljšim prijateljem Stevenom (Qi Yuwu) vrne iz Singapurja. Medtem se najstnika Kyle (Lincoln Lewis) in Heather (Cariba Heine), dobita v avtu v parkirni hiši, da bi se mečkala, vendar jima to preprečuje Heatherin pes Bully. V veleblagovnici mlado dekle Jamie (Phoebe Tonkin), ukrade nekaj reči in tam obišče svojega fanta in varnostnika Ryana (Alex Russell), ki prav tako dela v trgovini. Direktor trgovine Jessup (Adrian Pang) jo ujame, odpusti Ryana in pokliče policijo. Policist Todd, ki prispe se izkaže, da je Jamiein oče. Potem Jessupu s pištolo grozi ropar, Doyle. Stvari gredo narobe in Doylejev partner pride in ustreli pomočnico direktorja Julie (Rhiannon Dannielle Pettett).
Nato udari cunami, ki opustoši mesto in poplavi veleblagovnico. Doylejev partner umre, ostali preživeli pa so poškodovani. Ko poskušajo najti izhod, potegne varnostnika nekaj pod vodo. Kmalu postane jasno, da je cunami v trgovino prinesel velikega belega morskega psa. Opazijo tudi, strgano žico, ki jih lahko zaradi poplavljene vode vse ubije. Steven se javi, da bo izklopil elektriko, zato mu ostali naredijo oklep iz nakupovalnih vozičkov, ki bi ga varovali pred morskim psom. Steven uspe, vendar izgubi cevko za dihanje in utone. Ostali pozabijo na stare zamere in začnejo sodelovati. Skupaj poskusijo Jessupa spraviti v ventilacijski jašek, da bi lahko šla po pomoč. Vendar Jessup pade ven in morski pes ga požre. 
Medtem so v garažni hiši Kyle, Heather, in Ryan odrezani od ostalih. Ryan pomaga paru pobegniti iz avtomobila, vendar se v tem trenutku pojavi morski pes. Takrat Kyle v vodo vrže psa Bullya, da lahko ostali pobegnejo. Ryan in Heather se rešita, vendar morski pes požre Kyla.
V veleblagovnici se preživeli odločijo ujeti morskega psa in odplavati na varno. Jamie odplava v mesnico in se vrne s kljuko in mesom, ki ga želijo uporabiti za vabo morskega psa. Načrt je neuspešen in eden izmed preživelih Kirby (Dan Wyllie), na kljuko z majico natakne Naomi in jo uporabi za vabo. Izkaže se, da je Kriby Doylejev pomočnik, ki je zamenjal masko in oblačila, da ostali ne bi prepoznali morilca. Doyle zabode Kirbya s harpuno in ga s kljuko vrže v vodo. Naomi potegnejo iz vode, medtem ko morski pes požre Kirbya in se ujame v past. Josh se opraviči Tini, ker se počuti krivega za smrt njenega brata, in Tina ga poljubi.
V garažni hiši, se Bully vrne živ. Ko ga Heather opazi prepriča Ryana, da začne tolči po pipah, da bi ga tako priklical k njima. Toda tam se nahaja še en morski pes. Josh in Jamie najdeta avto njenega očeta, v katerem sta pištola in elektrošoker. Josh ubije morskega psa s pištolo in vsi štirje se vrnejo v veleblagovnico. Preživeli se še enkrat znebijo z morskega psa in zapustijo veleblagovnico. Zunaj najdejo uničeno mesto in Tina vpraša Josha kaj bodo zdaj storili. Nato pokaže galeba, ki leti zelo nizko, ko naenkrat ven skoči morski pes in ga požre.

## Igralci
- Xavier Samuel kot Josh
- Richard Brancatisano kot Rory
- Alex Russell kot Ryan
- Damien Garvey kot Colins
- Julian McMahon kot Doyle
- Martin Sacks kotTodd
- Lincoln Lewis kot Kyle
- Adrian Pang kot Jessup
- Qi Yuwu kot Steven
- Dan Wyllie kot Kirby
- Sharni Vinson kot Tina
- Phoebe Tonkin kot Jaime
- Cariba Heine kot Heather
- Alice Parkinson kot Naomi
- Rhiannon Dannielle Pettett kot Julie